# Marie Louise St. Simon-Montléart
Marie Louise St. Simon-Montléart (* 12. Oktober 1763 in Paris; † 21. Juni 1804 in Wildegg) war eine  französische Aristokratin und Hofdame, die nach ihrer Emigration infolge der Französischen Revolution in der Schweiz Asyl und eine letzte Ruhestätte fand.

## Leben
Die Gräfin Marie Louise Saint-Simon entstammte der französischen Adelsfamilie der Saint-Simon. Sie wurde am 12. Oktober 1763 als viertes Kind des Balthasar Henri de Rouvroy de Saint-Simon, Marquis de Sandricourt und seiner Frau Blanche Isabelle de Rouvroy de Saint-Simon geboren.
Der ältere Bruder Henri de Saint-Simon wurde zur Zeit der Restauration zu einem bedeutenden französischen soziologischen und philosophischen Autor. Mit dem Schriftsteller und Politiker Louis de Rouvroy, duc de Saint-Simon war sie als Kleincousine entfernter verwandt.
Marie Louise Saint-Simon heiratete am 28. Mai 1786 in Versailles Louis Marie de Montléart, Comte de Montléart und Chevalier de Rumont, dessen Familie sich auf die Grafen von Sens zurückführte. Die Ehe erfüllte nicht die Erwartungen der jungen Gräfin. Ihrem 1787 geborener Sohn Julius Max Thibault Graf von Montléart, Offizier der sardinischen Marine, gelang nach der Emigration am Wiener Hof eine steile Karriere. Er heiratete in die kaiserliche Familie ein und wurde in den Fürstenstand erhoben.
Marie Louise St. Simon-Montléart wurde am 22. November 1786 in Versailles bei Ludwig XVI. und Marie-Antoinette als Ehrendame der Maria Josepha von Savoyen Gräfin von Provence eingeführt. Die  Stellung der Gräfin Montléart am Hof war durch die liberale Haltung ihrer Familie mit Schwierigkeiten verbunden. Während der Französischen Revolution floh sie in Begleitung der Duchesse Caylus über Koblenz in die Schweiz und fand bei der Bernischen Patrizierfamilie Effinger auf Schloss Wildegg für mehrere Jahre Aufnahme. Marie Louise St. Simon-Montléart hatte sich bereits in Paris eng mit der Baronin Sophie von Effinger, die ihrerseits unglücklich verheiratet war, befreundet. Bei einem späteren Besuch auf Wildegg im Juni 1804 verstarb Marie Louise St. Simon-Montléar an der Lungentuberkulose.

## Das Waldgrab der Gräfin Marie Louise St. Simon-Montléart
Koordinaten: 47° 25′ 21,1″ N, 8° 10′ 33″ O; CH1903: 655627 / 252675

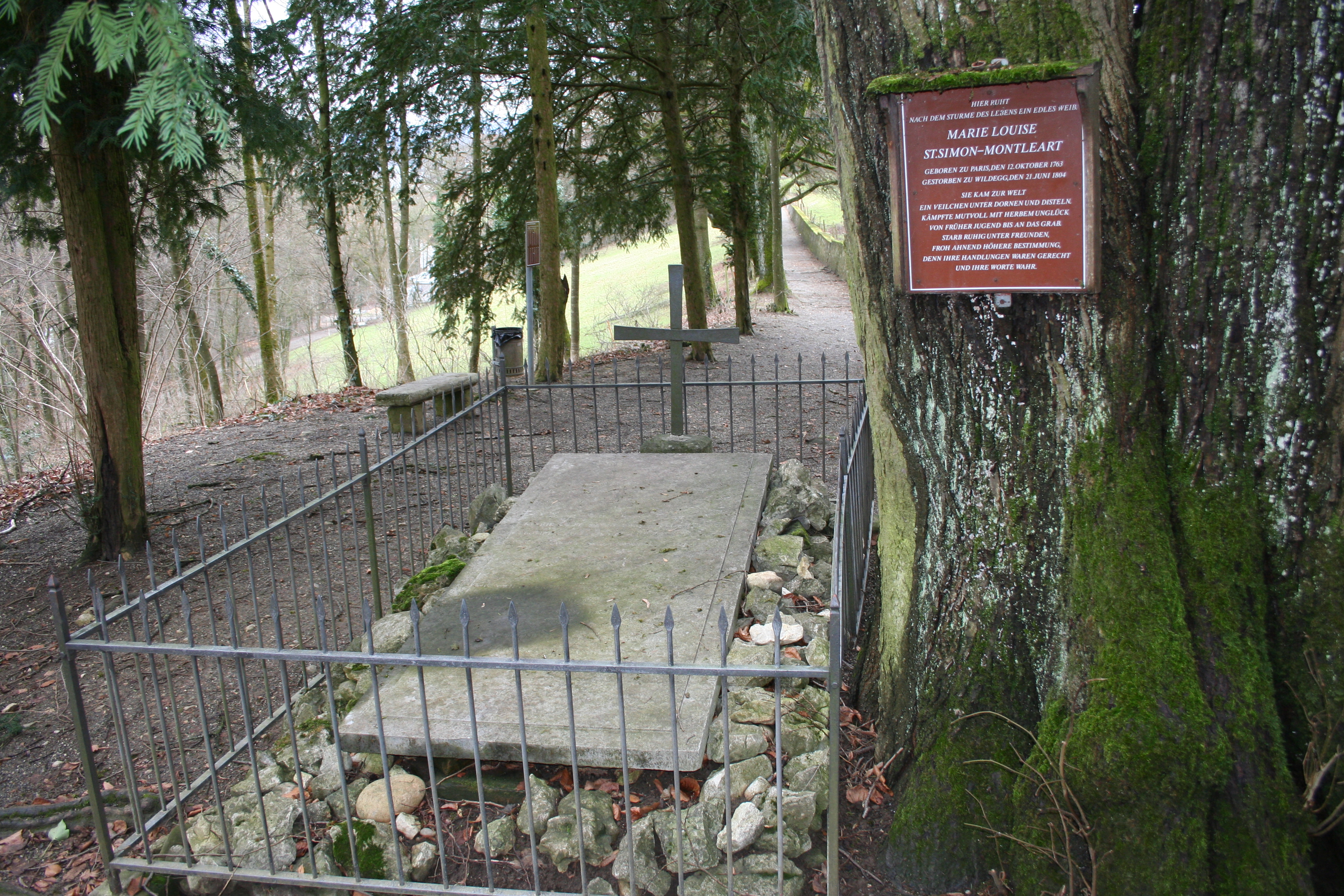
Das Waldgrab der Gräfin Marie Louise St. Simon-Montléar nahe Schloss Wildegg

Nach dem frühen Tod auf Schloss Wildegg am 21. Juni 1804 erhielt Marie Louise St. Simon-Montléart das noch erhaltene Grab im nahe gelegenen Wald. Die schlichte rechteckige Grabplatte trägt die vom Grafen von Redern auf Bernsdorf verfasste Inschrift: „Hier ruht nach dem Sturme des Lebens ein edles Weib. Marie Louise St. Simon-Montléart, geboren zu Paris, den 12. Oktober 1763, gestorben zu Wildegg, den 21. Juni 1804. Sie kam zur Welt, ein Veilchen unter Dornen und Disteln. Kämpfte mutvoll mit herbem Unglück von früher Kindheit bis an das Grab. Starb ruhig unter Freunden, froh ahnend höhere Bestimmung, denn ihre Handlungen waren gerecht und ihre Worte wahr.“ Der Graf von Redern war der Geschäftspartner ihres Bruders Henri Claude und hatte sie von Montpellier nach Schloss Wildegg begleitet.
Die außergewöhnliche Lage des Waldgrabes inspirierte Walter Fähndrich (* 1944) zu seiner Klanginstallation vor Ort: „Musik für ein Waldgrab (2001)“. Das 15 Minuten dauernde Stück setzt jeweils zum Zeitpunkt des örtlichen Sonnenunterganges aus Lautsprechern in der Umgebung des Grabes ein.
Eine Ansicht des Grabes der Gräfin von Saint-Simon-Montléart wurde um 1840 von Johann Baptist Isenring (1796–1860) gestochen.

## Porträts der Gräfin Marie Louise St. Simon-Montléart
Ein Porträt der Marie Louise St. Simon-Montléart, das um 1790 von der Pastellmalerin Adélaïde Labille-Guiard angefertigt wurde, stand 1991 im Palais-Royal zum Verkauf. Ein weiteres Porträt der Gräfin Montléart von Labille-Guiard oder Alexandre Kucharski befindet sich in der Foundation Bemberg in Toulouse.